# Stenoleon cingulatus
Stenoleon cingulatus is een insect uit de familie van de mierenleeuwen (Myrmeleontidae), die tot de orde netvleugeligen (Neuroptera) behoort. 
Stenoleon cingulatus is voor het eerst wetenschappelijk beschreven door New in 1985.